# La Mitaine
 (décembre 2022).
La Mitaine (en ukrainien : Рукавичка « Roukavytchka ») est un conte de fées ukrainien. Il reste populaire dans l'Ukraine moderne et a été traduit dans d'autres langues.

## Présentation
Certains des documents écrits de La Mitaine remontent au XIXe siècle et comprennent les collections folkloriques de Pavlo Tchoubynsky et Ivan Roudtchenko. 
Selon de nombreuses variantes du conte populaire, le scénario général est le suivant : un homme perd sa mitaine dans une forêt. L'un après l'autre, différents animaux viennent s'installer dans la mitaine prévoyant de passer l'hiver froid dans la mitaine chaude. Avant de s'installer, un nouvel arrivant demande la permission aux animaux qui y vivent déjà. Finalement, la mitaine ne peut pas contenir tous ceux qui veulent se réchauffer à l'intérieur. Il se fend et répand tous les animaux dans le froid. L'histoire illustre la tragédie des biens communs.
La variété d'animaux varie également dans les différentes versions et comprend : une souris, une grenouille, un lièvre, un renard, un loup, un ours et un sanglier. Les animaux arrivent à la mitaine par ordre croissant de taille.

## Littérature en français
- La Mitaine. conte populaire ukrainien
- Sophie-Renée Vaugeois, La Mitaine
- La mitaine de laine : Et autres contes répétitifs
- Accompagné par les illustrations d'Evgueni Ratchev pour les éditions en langues étrangères, ce conte est lu sur le site YouTube[3].

## Sources
1. ↑  Tchoubynsky, Pavlo (1872–78). Etnografichesko-Statisticheskoy Ekspeditsii v Zapadno-Russkiy kray, Saint-Pétersbourg, Maikov. p. 109–110 (vol. 2).
2. ↑  Roudtchenko, Ivan (1869–70). Narodnye Yuzhnorusskie Skazki. Fedorov, Kiev. p. 1–2 (vol. 2).
3. ↑  (en) « La Mitaine - Conte ukrainien » [vidéo], sur YouTube (consulté le 1er novembre 2023).